# Eunice barvicensis
Eunice barvicensis är en ringmaskart som beskrevs av McIntosh 1885. Eunice barvicensis ingår i släktet Eunice och familjen Eunicidae. Inga underarter finns listade i Catalogue of Life.